# Любунь
Любунь (пол. Lubuń) — село в Польщі, у гміні Кобильниця Слупського повіту Поморського воєводства.
Населення — 204 особи (2011).
У 1975-1998 роках село належало до Слупського воєводства.

## Демографія
Демографічна структура станом на 31 березня 2011 року:
|          | Загалом | Допрацездатний вік | Працездатний вік | Постпрацездатний вік |
| -------- | ------- | ------------------ | ---------------- | -------------------- |
| Чоловіки | 101     | 10                 | 83               | 8                    |
| Жінки    | 103     | 28                 | 57               | 18                   |
| Разом    | 204     | 38                 | 140              | 26                   |